# Siddhi
În religiile indiene, Siddhis (în sanscrită सिद्धि siddhi; împlinire, realizare) sunt puteri, abilități și realizări materiale, paranormale, supranaturale sau magice care sunt produse ale progresului yoghin prin sādhanās, cum ar fi meditația și yoga. Termenul ṛddhi (Pali: iddhi, „puteri psihice”) este adesea folosit interschimbabil în budism.

## Etimologie
Siddhi este un substantiv sanscrit care poate fi tradus ca „cunoaștere”, „realizare”, „realizare” sau „succes”.

## Metodă
Visuddhimagga este unul dintre textele care oferă detalii explicite despre modul în care se credea că maeștrii spirituali manifestă de fapt abilități supranormale. Acesta afirmă că abilități precum zborul prin aer, mersul prin obstacole solide, scufundarea în pământ, mersul pe apă și așa mai departe sunt obținute prin schimbarea unui element, cum ar fi pământul, într-un alt element, cum ar fi aerul. Individul trebuie să stăpânească meditația kasina înainte ca acest lucru să fie posibil. Se spunea că Dipa Ma, care s-a antrenat prin Visuddhimagga, demonstrează aceste abilități.

## Utilizare în hinduism
În Panchatantra, o veche colecție indiană de fabule morale, siddhi poate fi termenul pentru orice abilitate sau facultate sau capacitate neobișnuită.

### Yoga Sutrade Patanjali
În Yoga Sutra IV.1 de Patañjali se spune, Janma auṣadhi mantra tapaḥ samādhijāḥ siddhayaḥ, „Realizările pot fi obținute prin naștere, prin folosirea ierburilor, incantații, autodisciplină sau samadhi”.

### Opt siddhis clasice
Potrivit diferitelor surse, mai jos sunt cele opt siddhis clasice (Ashta Siddhi) sau opt mari perfecțiuni sunt:
- Aṇimā: capacitatea de a-și reduce corpul la dimensiunea unui atom.
- Mahimā: capacitatea de a-și extinde corpul la o dimensiune infinit de mare.
- Laghimā: capacitatea de a deveni lipsit de greutate sau mai ușor decât aerul.
- Garimā: capacitatea de a deveni greu sau dens
- Prāpti: capacitatea de a accesa orice loc din lume.
- Prākāmya: capacitatea de a realiza orice dorește.
- Īśiṭva: capacitatea de a forța influența asupra oricui.
- Vaśiṭva: capacitatea de a controla toate elementele materiale sau forțele naturale.